# Trichocalyx
- Commons
- Wikispecies

Trichocalyx Balf.f., 1884, segundo o Sistema APG II, é um gênero botânico da família Acanthaceae

## Espécies
As principais espécies são:
- Trichocalyx obovatus
- Trichocalyx orbiculatus